# 1977 en sociologie
| Années de la sociologie : 1974 - 1975 - 1976 - 1977 - 1978 - 1979 - 1980    |
| Décennies de la sociologie : 1940 - 1950 - 1960 - 1970 - 1980 - 1990 - 2000 |

Cet article présente les événements de l'année 1977 dans le domaine de la sociologie.

## Publications

### Livres
- Raymond Aron, Plaidoyer pour l'Europe décadente.
- Colin Crouch, Class Conflict and the Industrial Relations Crisis: Compromise and Corporatism in the Policies of the British State.
- Michel Crozier et Erhard Friedberg, L'Acteur et le Système.
- Louis Dumont, Homo æqualis.
- Jacques Ellul, Le Système technicien.
- Alain Finkielkraut et Pascal Bruckner, Le Nouveau Désordre amoureux.
- Frances Fox Piven et Richard Cloward, Poor People's Movements (en).
- Christopher Lasch, Haven in a Heartless World: The Family Besieged.
- Karl Polanyi, The Livelihood of Man .

### Articles
- Erving Goffman, L'Arrangement des sexes, publié dans Theory and Society.

## Naissances
- Juanma Agulles, sociologue espagnol proche des courants anti-industriels.
- Julie Battilana, universitaire, enseignante chercheuse franco-américaine spécialisée dans l’étude de l'innovation sociale et du changement social.
- Céline Bessière, sociologue française, spécialiste de la famille.
- Sanaa El Aji, sociologue, écrivaine et journaliste marocaine.
- Anna Kontula, sociologue et femme politique finlandaise.
- Valeri Korovine, sociologue, politologue et journaliste russe.
- Sarah Mazouz, sociologue franco-tunisienne.
- Nicolas Nova, socio-anthropologue, chercheur, enseignant et commissaire d'exposition franco-suisse.

## Décès
- 22 janvier : Margaret Hodgen, née en 1890, sociologue et autrice américaine.
- 1er mai : Dorothy Swaine Thomas, née le 24 octobre 1899, sociologue et économiste américaine.
- 19 juin : 'Alî Sharî'atî, né le 23 novembre 1933, sociologue, philosophe et militant politique iranien.
- 16 juillet : Carlos Real de Azúa, né le 15 mars 1916, avocat, essayiste, historien, professeur et critique littéraire uruguayen.
- 29 juillet : Pierre Clastres, né le 17 mai 1934, ethnologue et anthropologue français.
- 15 novembre : Georges Friedmann, né le 13 mai 1902, sociologue et philosophe français.
- 17 novembre : Fernand Boulard, né le 26 décembre 1898, prêtre catholique et sociologue français.

## Autres
- John Milton Yinger (en) devient président de l'Association américaine de sociologie